# Dough Castle
Dough Castle (irisch Caisleán na Duimhche) ist die Ruine eines Tower House in Lahinch im irischen County Clare. Die O’Connors ließen es Anfang des 14. Jahrhunderts erbauen, vom ursprünglichen Gebäude ist heute nichts mehr erhalten.

## Standort
Dough Castle liegt im Townland Dough (irisch Dumhach oder Dumhach Ui Chonchuir – dt.: Sandbank der O’Connors) in der Gemeinde Kilmacrehy. Es liegt südlich des gemeinsamen Ästuars von River Inagh und River Deleagh.

## Geschichte
Die Burg wurde ursprünglich 1306 für die O’Connors, die damaligen Herren von Corcomroe, erbaut. Sie diente als deren Hauptfestung und lag an der strategisch wichtigen Mündung des River Inagh, von wo aus man den Verkehr zu Land und zu Wasser überwachen konnte. Eine Burg an dieser Stelle ist erstmals 1422 urkundlich erwähnt, aber alle heute noch erhaltenen Gebäudeteile sind jünger.
1471 wurde der Häuptling in der Burg von seinem Neffen ermordet und am Ende der heutigen Hauptstraße von Lahinch begraben. Zur Erinnerung an ihn wurde ein Steinmännchen errichtet und nach diesem wurde der Ort im Irisch-gälischen benannt: Leacht Ui Chonchuir (dt.: Steinmännchen der O’Connors).
1584 gehörte das Tower House der Familie von Sir Donal O’Brien, von der ein Mitglied, Daniel, englischen Siedlern, die von der Rebellion von 1641 bedroht waren, „gastfreundlichen und humanitären“ Unterschlupf gewährte.
Als Lohn dafür wurde Dough Castle von der Zerstörung oder Schleifung durch die Armee Cromwells verschont. 1654 bewahrte Colonel Stubber, Offizier in Cromwells Armee, die Burg vor der Zerstörung, und 1675 existierten noch der Turm in voller Höhe und ein zweistöckiges Haus. Große Fenster mit flachen Bögen und Stürzen aus Steinplatten ersetzten die alten Schlitzfenster.
Der heutige ruinöse Zustand ist das Ergebnis mehrere Einstürze, die in der Lage der Burg auf Sandbänken begründet sind. Eine Seite war schon vor 1839 eingestürzt, und ein wesentlicher Teil mit dem Kamin brach 1883 zusammen. Auf den Sandbänken soll Donn Dumhach (dt.: Donn von den Sandhügeln), ein Sídprinz, gewohnt haben, der der Sage nach heute noch in der Gegend auftaucht. Auch der Sandhügel bei der Brücke soll heute noch von Geistern heimgesucht werden. Keine Spur hat man von einem unterirdischen Gang gefunden, der mit Schätzen gefüllt sein sollte und von der Burg bis nach Liscannor führen sollte.

### Heute
Aufgrund der schlechten Gründung auf Sand waren verschiedene Einstürze an der Burg zu beklagen und heute ist sie eine Ruine, die aus wenig mehr als dem Turm der O’Briens auf dem Golfplatz von Lahinch am Zusammenfluss von River Inagh und River Dealagh besteht. In der Nähe gab es eine weitere Burg, O’Brien’s Castle, die Turlough O’Brien 1588 zum Kampf gegen die Spanier errichten ließ, von dieser Festung ist heute nichts mehr erhalten.